# Хелчуа
Хелчуа (осет. Хелчуа, груз. ხელჩუა — Хелчуа) — село в Закавказье, расположено в Цхинвальском районе Южной Осетии, фактически контролирующей село; согласно юрисдикции Грузии — в Горийском муниципалитете.

## География
Село располагается к юго-востоку от осетинского села Дменис вблизи границы с собственно Грузией между грузинонаселёнными сёлами Ксуис и Дисеу.

## Население
По переписи 1989 года в селе жили осетины (100 % из 200 жителей).  По переписи 2002 года (проведённой властями Грузии, контролировавшей часть Цхинвальского района на момент проведения переписи) в селе жило 132 человек, в том числе осетины составили 95 % от всего населения.

## Конфликт
Во время грузино-осетинского конфликта 1989-1992 гг. произошла резня в с. Хелчуа. Резня́ в Хелчуа — массовое убийство мирных граждан осетинской национальности грузинскими вооруженными отрядами, сопровождавшееся случаями мародёрства, похищений и пыток, совершённое в 1991 году в с. Хелчуа Южной Осетии, на территориях, которые контролировались грузинскими вооруженными отрядами в ходе вторжения в Южную Осетию. События имеют признаки военных преступлений и преступлений против человечества, в которых обвиняется Грузия. Это наблюдалось и во многих других населённых пунктах Южной Осетии, захваченных грузинскими вооруженными отрядами и, таким образом, является устойчивой практикой грузинских вооруженных отрядов.
В период южноосетинского конфликта в 1992-2008 гг. село находилось на границе с зоной контроля Грузии. После войны в августе 2008 года село с окрестностями полностью перешло под контроль РЮО. Главной проблемой остаётся дорожное сообщение с Цхинвалом (через Ксуис) в западном направлении и с Арцеу (через Дисеу) в юго-восточном: кратчайшие пути проходят через территорию Грузии, в связи с чем имеют место пограничные провокации.

## Пункт пропуска через границу
В 2016 году в Хелчуа открылся четвёртый по счёту и первый в Цхинвальском районе РЮО пункт-пропуска на грузино-южноосетинской границе. Как и остальные пункты на этой границе, он пропускает только местных жителей, состоящих в специальном списке: пересечь границу гражданам третьих стран пока невозможно.

## Топографические карты
- Лист карты K-38-65 Ленингори. Масштаб: 1 : 100 000. Издание 1979 г.